# Coccinia
Coccinia — рід (Coccinia від грецького, kokkinia або kokkinias — «червоний» або «багряний») з 25 видами. Він поширений в Африці на південь від Сахари та з одним видом, C. grandis, також у Південній та Південно-Східній Азії, а також інтродукований у Новий Світ. До речі, C. grandis також є культивованою культурою і використовується в кулінарних і медичних цілях.

## Вегетативні характеристики
Види Coccinia ростуть як в'юнкі, багаторічні, трав'янисті рослини. Багато видів утворюють бульбу, деякі також розвивають кореневі бульби. Сім'ядолі прості, цілісні, мають тупий кінчик. Листки черешкові або сидячі, прості та зазвичай дуже різноманітної форми. На нижній стороні листя часто є невеликі залозки, які виділяють нектар. Вусики прості або майже двороздільні. Види кокцинії дводомні, з роздільними статями. Чоловічі квітки поодинокі, в групах або в коротких китицеподібних суцвіттях. Квіткова трубка зазвичай коротка, широка і дзвоникоподібна. Чашолистки зрощені; вільні частки чашечки зазвичай маленькі та зубчасті. Віночок зрощений, п'ятилопатевий з цільними лопатями. Колір пелюсток зазвичай кремово-білий до темно-оранжево-жовтого, рідше з рожевим відтінком або сніжно-білий. Тичинки прикріплюються до квіткової трубки і зазвичай зрощені або принаймні звисають разом. Жіночі квітки поодинокі, рідко зібрані в китицеподібні суцвіття. Плоди від кулястої до еліпсоїдної або циліндричної форми з тонкою стінкою, м'ясисті, червоні при дозріванні. Насіння має яйцеподібну форму, плоске й оточене соковитим покривом.

## Розповсюдження
Усі види зустрічаються в Африці на південь від Сахари, від напівзасушливих саван до тропічних лісів, рідко також гірських лісів. Вид пристосовувався до цих різних середовищ існування від одного до кількох разів незалежно. Один вид, C. grandis, також зустрічається в тропічній Азії, але також поширюється в Австралії, на кількох тихоокеанських островах і в тропічній частині Америки. Іноді він веде себе інвазивно, напр. на Гаваях, де його вважають неприємним бур'яном.

## Використання
Рід Coccinia найбільш відомий завдяки C. grandis, широко відомому як «плющовий гарбуз». Його плоди можна їсти сирими в стиглому вигляді або варити незрілими. В останньому випадку він використовується в каррі. Їстівні також молоде листя і пагони. Всі використовувані рослини є хорошим джерелом каротиноїдів. Бульба Coccinia abyssinica вариться і є джерелом крохмалю для народу Оромо в Ефіопії.